# Кубанска игуана камењарка
Кубанска стеновита игуана (Cyclura nubila) је гмизавац из реда Squamata и фамилије Iguanidae. 

## Угроженост
Ова врста се сматра рањивом у погледу угрожености врсте од изумирања.

## Распрострањење
Ареал врсте је ограничен на мањи број држава. 
Врста је присутна на Куби, Кајманским острвима и (вештачки уведена) Порторику.

## Станиште
Врста је присутна на подручју острва Куба. 

## Подврсте
- Cyclura nubila ssp. caymanensis
- Cyclura nubila ssp. nubila